# Chu Khang vương
Chu Khang Vương (chữ Hán: 周康王, 1040 TCN - 996 TCN), là vị vua thứ ba của nhà Chu trong lịch sử Trung Quốc. Ông trị vì khoảng 26 năm, tính từ năm 1020 TCN đến năm 996 TCN.
Trong triều đại ông, nhà Chu thịnh trị và cực thịnh, sử gia về sau thường xem triều đại của ông và cha ông Chu Thành vương là Thành Khang chi trị (成康之治), thời kì phát triển đỉnh cao quyền lực của nhà Chu.

## Thân thế
Chu Khang vương tên thật là Cơ Chiêu (姬釗). Ông là con trai Chu Thành vương Cơ Tụng, quân chủ thứ hai của nhà Chu. Sử sách ghi chép mẹ ông là Vương Tự (王姒). Trước khi mất, Chu Thành vương sai Thiệu công Thích (召公奭) và Tất công Cao (毕公高) giúp đỡ Thái tử Chiêu. Thiệu Công và Tất công cùng soạn ra bài Cố mệnh thay lời di huấn của Chu Thành vương, khuyên Thái tử Chiêu chăm chỉ tiết kiệm, bớt ham muốn để làm tốt việc cai trị thiên hạ.
Năm 1020 TCN, Cơ Chiêu lên ngôi kế vị, tức là Chu Khang Vương.

## Trị vì
Sau khi kế vị, Chu Khang vương liền bố cáo thiên hạ, ban chiếu chỉ mà sử gia gọi là Khang vương chi cáo (康王之诰) ra toàn quốc, tán dương công tích của Chu Văn vương và Chu Vũ vương với chư hầu. Chu Khang vương sai đại thần Tất công Cao di chuyển một số dân chúng nhà Chu đến vùng ngoại ô kinh đô Hạo Kinh (镐京).
Có một sự kiện thời Khang vương gọi là Phong cung chi triều (酆宫之朝), một đại hội chư hầu được Khang vương tổ chức tại Phong cung (酆宫), miếu của Chu Văn vương (nay là Thiểm Tây). Phong cung chi triều trở thành một trong các sự kiện hội họp chư hầu trứ danh nhất lịch sử, bên cạnh Quân thai chi hưởng (钧台之享) thời Hạ Khải, Cảnh Bạc chi mệnh (景亳之命) thời Thành Thang, Mạnh Tân chi thệ (孟津之誓) thời Chu Vũ vương, Kì dương chi sưu (岐阳之蒐) thời Chu Thành vương, Đồ Sơn chi hội (涂山之会) thời Chu Mục vương, Thiệu lăng hội minh (召陵会盟) thời Tề Hoàn công và Tiễn thổ chi minh (践土之盟) thời Tấn Văn công.
Trong thời gian Khang vương trị vì, thiên hạ thái bình thịnh trị. Ông chủ trương tiết kiệm, nghe đến Tấn hầu trang trí cung điện xa hoa, bèn cử sứ thần đến trách mắng. Suốt 40 năm từ thời Thành Vương tới thời Khang vương không dùng đến hình phạt.
Năm thứ 12, Khang vương dời đô Hạo Kinh đến Phong Kinh (丰京), nay là Tây An, Thiểm Tây. Tế tự tổ tông, quân sự hộ giá đều do Tất công Cao chỉ huy hộ vệ. Khang vương sáng tác Tất mệnh (毕命), vận động Tất công di dân. Sau khi ổn định, Khang vương thường du hí xung quanh lãnh thổ, tu sửa thành trì, sông ngòi.
Năm 996 TCN, Chu Khang Vương mất. Thái tử Cơ Hà lên thay, tức là Chu Chiêu vương.